# Braulio Castro
Braulio Castro (20 marca 1913 – ?) – piłkarz urugwajski, napastnik.
Castro razem z klubem CA Peñarol zdobył w 1932 roku mistrzostwo Urugwaju, a w 1933 roku został wicemistrzem Urugwaju. W 1934 roku drugi raz z rzędu został wicemistrzem Urugwaju.
Jako piłkarz klubu Peñarol wziął udział w turnieju Copa América 1935, gdzie Urugwaj zdobył mistrzostwo Ameryki Południowej. Castro zagrał we wszystkich trzech meczach – z Peru, Chile i Argentyną.
Następnie razem z Peñarolem trzy razy z rzędu Castro zdobył mistrzostwo Urugwaju – w 1935, 1936 i 1937 roku.
Wciąż jako gracz Peñarolu wziął udział w turnieju Copa América 1937, gdzie Urugwaj zajął czwarte miejsce. Castro zagrał w trzech meczach - z Paragwajem, Peru i Brazylią.
Castro od 18 maja 1932 roku do 6 stycznia 1937 roku rozegrał w reprezentacji Urugwaju 10 meczów, w których nie zdobył żadnej bramki.